# Namasté

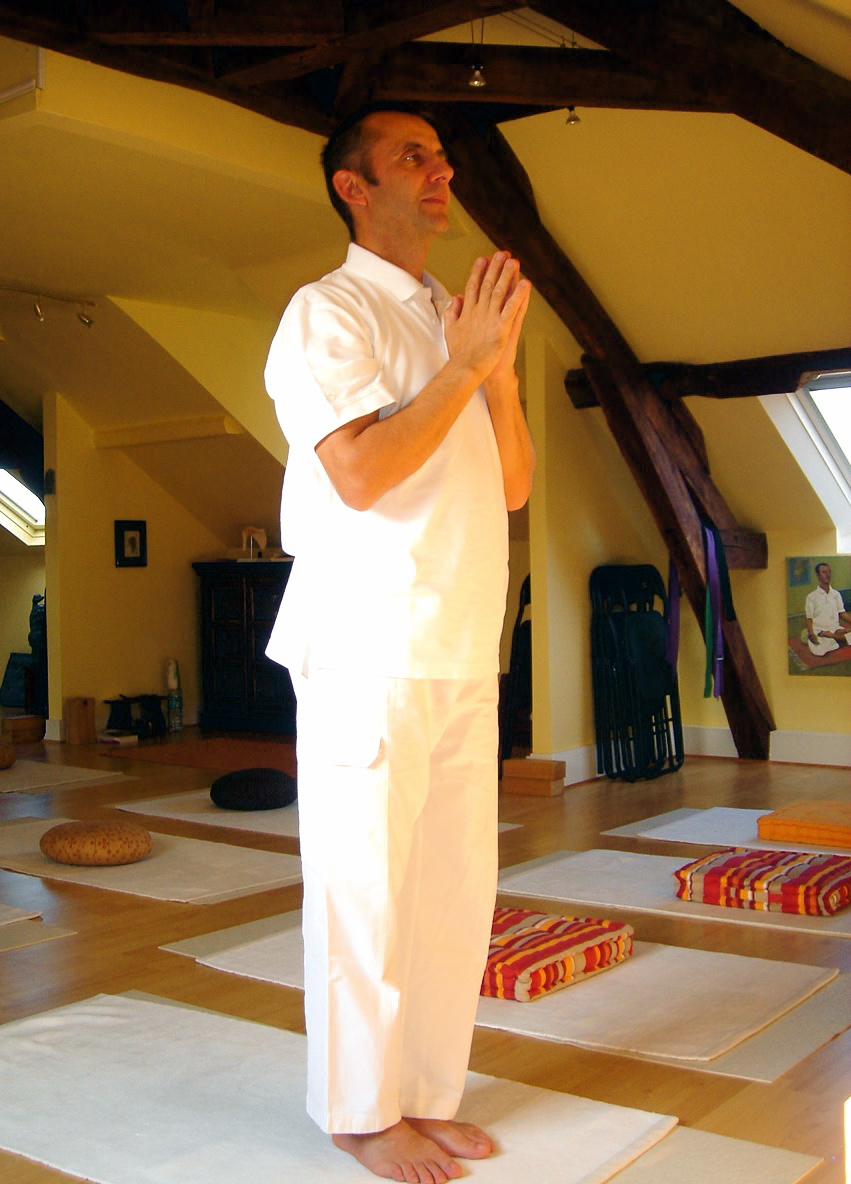
Maestro yoga che pratica la āsana Pranamasana.

Namasté, namaste, namastè (नमस्ते) o namaskar (नमस्कार) è un saluto originario della zona di India e Nepal e usato comunemente in diverse regioni dell'Asia.
Può essere utilizzato sia quando ci si incontra, sia quando ci si lascia. Viene di solito accompagnato dal gesto di congiungere le mani, unendo i palmi con le dita rivolte verso l'alto, e tenendole all'altezza del petto, del mento o della fronte, facendo al contempo un leggero inchino col capo. Nella cultura indiana, questo gesto è un mudrā, un gesto simbolico utilizzato anche nello yoga e in particolare nella āsana Pranamasana anche detta posizione della preghiera o posizione del saluto. Namaskar è una variante usata per esprimere particolare deferenza.

## Significati
La parola namasté (sanscrito नमस्ते) letteralmente significa "mi inchino a te"; è composto di námas (inchino di reverenza) e te (a te). 

## Diffusione
Namaste è una parola hindi e quindi viene utilizzata in tutte le regioni in cui si parla questa lingua o suoi dialetti. È soprattutto diffusa nelle culture buddhiste. In Thailandia viene usato il wai che è il medesimo gesto, con le mani congiunte e poste davanti al naso e alla bocca, con un leggero piegamento della testa, solitamente accompagnato dalla formula "sawasdee" seguito dalla sillaba di cortesia "krap" (se chi parla è maschio) o "kah" (se chi parla è femmina). Da notare come la parola "sawasdee" abbia la stessa radice della parola sanscrita "svasti", svastica, e voglia significare in pratica "stammi bene".
In alcune zone dell'India (in particolare nelle aree dove si parla il punjabi) viene usata solo per salutare gli induisti, mentre altre formule vengono usate per salutare i musulmani. Al giorno d'oggi la parola namaste è piuttosto nota anche in occidente, ed è diventato un saluto tipico nei gruppi che apprezzano le filosofie e le religioni orientali, oppure semplicemente lo yoga. È piuttosto frequente l'uso di questo saluto, per esempio, nelle comunità legate al fenomeno della New Age. Il saluto è anche apparso come il saluto ufficiale dei membri della Dharma Initiative nella serie televisiva Lost, e un intero episodio della serie è stato intitolato proprio Namasté.